# Артур Занетті
Артур Занетті  (порт. Arthur Zanetti, [aɾˈtuɾ zɐˈnɛt͡ʃi]; нар. 16 квітня 1990) — бразильський гімнаст, олімпійський чемпіон.

## Виступи на Олімпіадах
| Олімпіада   | Дисципліна | Місце |
| ----------- | ---------- | ----- |
| Лондон 2012 | кільця     | 1     |
| Ріо 2016    | кільця     | 2     |